# Shane McAnally
Shane McAnally (Mineral Wells, 12 ottobre 1974) è un produttore discografico e cantautore statunitense.

## Biografia
McAnally è nato in Texas nel 1974. All'età di quattordici anni appare nel programma televisivo Star Search. 
Nel 1999 firma un contratto discografico con Curb Records, etichetta con cui pubblica nello stesso anno il singolo Are Your Eyes Still Blue. Nell'ottobre 2000 pubblica il suo primo album in studio, l'eponimo Shane McAnally.
Nel 2007 compone sei tracce per la colonna sonora del film Shelter.
In qualità di produttore ha lavorato con Kelly Clarkson, Kacey Musgraves, Sam Hunt, Old Dominion, Midland, Walker Hayes, John Legend, Kelsea Ballerini, Lady Antebellum, Carly Pearce, Tigirlily e altri artisti.

## Discografia

### Album in studio
- 2000 - Shane McAnally

### Singoli
- 1999 - Say Anything
- 1999 - Are Your Eyes Still Blue
- 2000 - Run Away

## Premi
- Grammy Awards
  - 2014: "Best Country Song" (Merry Go 'Round di Kacey Musgraves), "Best Country Album" (Same Trailer Different Park di Kacey Musgraves)
  - 2019: "Best Country Song" (Space Cowboy di Kacey Musgraves)
- Tony Awards
  - 2023: "Best Featured Actor - Alex Newell" (Shucked)
- Academy of Country Music Awards
  - 2014: "Album of the Year" (Same Trailer Different Park), "Songwriter of the Year"
  - 2019: "Songwriter of the Year"
  - 2022: "Music Event of the Year" (Never Wanted to Be That Girl di Carly Pearce e Ashley McBryde)
- Country Music Association Awards
  - 2014: "Song of the Year" (Follow Your Arrow di Kacey Musgraves)
  - 2022: "Musical Event of the Year" (Never Wanted to Be That Girl)
- Billboard Music Awards
  - 2018: "Top Country Song" (Body Like a Back Road di Sam Hunt)
- Drama Desk Awards
  - 2023: "Outstanding Music"
- CMT Artist of the Year Awards	
  - 2017: "Song of the Year" (Body Like a Back Road)
- MusicRow Awards
  - 2013: "Song of the Year" (Merry Go 'Round)
- AIMP Nashville Awards
  - 2018: "Song of the Year" (Drinkin' Problem dei Midland), "Songwriter of the Year"
  - 2019: "Song of the Year" (Rainbow di Kacey Musgraves)
  - 2020: "Publisher's Pick" (One Night Standards di Ashley McBryde)